# Heinrich Wölfflin
Heinrich Wölfflin (Winterthur, 21 giugno 1864 – Zurigo, 19 luglio 1945) è stato uno storico dell'arte svizzero.
La caratteristica del lavoro di Wölfflin fu la classificazione dei principi pittorici che influenzarono lo sviluppo dell'analisi formale nella storia dell'arte del XX secolo.

## Biografia
Il padre era un insegnante di lettere classiche al ginnasio locale e contemporaneamente all'Università di Zurigo. Nel 1875 fu chiamato ad Erlangen e, successivamente a Monaco di Baviera dove Heinrich frequentò le scuole superiori e nel 1886 sostenne l'esame di dottorato, con la dissertazione Prolegomena zu einer Psychologie der Architektur (Prolegomeni a una psicologia dell'architettura), 1886 (tradotta in italiano col titolo Psicologia dell'Architettura, Venezia 1985).
In realtà il settore principale dei suoi studi era stata la filosofia, tuttavia con i prolegomena aveva preso contatto con l'arte. La conversione agli studi sull'arte l'aveva maturata a Roma, durante una lunga permanenza come praticante all'Istituto archeologico germanico sul Campidoglio (1886-1887).
Il primo risultato delle sue ricerche fu Rinascimento e Barocco pubblicato a Monaco di Baviera nel 1888: "Renaissance und Barock: eine Untersuchung über Wesen und Entstehung des Barockstils in Italien,  tradotto in italiano nel 1928 e ristampata nel 1988; dove cercò di ricostruire la trasformazione del linguaggio rinascimentale in quello barocco.
L'autore aveva preso come modello per il suo studio l'Architettura del Rinascimento in Italia di  Jacob Burckhardt. Grazie al successo della sua prima importante pubblicazione fu candidato alla successione dello stesso Burckhardt alla cattedra di storia dell'arte a Basilea nel 1893. Con il quale rimase a stretto contatto per altri 5 anni..
Nel 1899 pubblicò L'arte classica in Italia e, per i temi affrontati nella ricerca, stabilì un contatto con Adolf von Hildebrand, autore de Il problema della forma nell'arte figurativa pubblicato nel 1893. Il contatto con quest'ultimo fu per lui di grande significato.
Nel 1901 arrivò a Berlino come successore di Herman Grimm, dove insegnò fino al 1912. Nel 1905, a seguito dei contatti con von Hildebrand si dedicò a indagare sull'essenza dell'opera di Albrecht Dürer e pubblicò Die Kunst Albrecht Dürers, in cui, scelse  di fare una trattazione rigorosa su una singola persona di grande rilievo. La scelta di Dürer non fu assolutamente casuale, trattandosi di una meditazione sulle particolarità etniche dello stile. 
Fece quindi approfondite analisi dei rapporti tra il Nord e Sud Europa, affiancandoli con l'analisi delle costanti stilistiche nazionali. Dal 1912 al 1923 insegna a Monaco. Del 1915 è Principi fondamentali della storia dell'arte, Monaco. Dal 1924 in poi insegna a Zurigo. Del 1931 è Italien und das deutsche Formgefühl. Die Kunst der Renaissance, Monaco.
Del 1914 è Wie man Skulpturen aufnehmen soll (Probleme der italienischen Renaissance), in «Zeitschrift fuer bildende Kunst», XXVI; del 1921 è Das erklären von Kunstwerken, Lipsia; infine del 1943 è Gedanken zur Kunstgeschichte, Basilea.

## I Principi della storia dell'arte
Con il saggio Concetti fondamentali della storia dell'arte, di impianto prevalentemente metodologico e volto a ricostruire gli schemi dello sviluppo stilistico, tenta di trovare delle leggi di fondo a una «storia dell'arte senza nomi», dividendo lo sviluppo stilistico in cinque coppie polari
| lineare                   | pittorico                      |
| rappresentazione in piano | rappresentazione in profondità |
| forma chiusa              | forma aperta                   |
| molteplicità              | unità                          |
| chiarezza assoluta        | chiarezza relativa             |

Gli schemi sono un tentativo di descrivere la «vita» e la «forza» delle forme, «fonti del piacere e della rappresentazione», quelle forme che «senza certamente sottrarsi al condizionamento esterno, risultano però dotate di autonomia e di capacità condizionante e compenetrano la vita spirituale».

## Opere
- 1886 - Prolegomena zu einer Psychologie der Architektur
- 1888 -  Renaissance und Barock: eine Untersuchung über Wesen und Entstehung des Barockstils in Italien
- 1891 - Die Jugendwerke des Michelangelo
- 1899 - Die klassische Kunst. Eine Einführung in die italienische Renaissance
- 1905 - Die Kunst Albrecht Dürers
- 1914 - Wie man Skulpturen aufnehmen soll (Probleme der italienischen Renaissance)
- 1915 - Kunstgeschichtliche Grundbegriffe: Das Problem der Stilentwicklung in der neueren Kunst
- 1921 - Das erklären von Kunstwerken
- 1931 - Italien und das deutsche Formgefühl. Die Kunst der Renaissance
- 1943 - Gedanken zur Kunstgeschichte

## Traduzioni italiane
- L'arte classica del Rinascimento, Firenze, Sansoni, 1941 - 1953 (ora  L' arte classica. Introduzione al Rinascimento italiano, Rodolfo Paoli (Traduttore) ed. Abscondita, Milano, 2018)
- Avvicinamento all'opera d'arte, Milano, : Alessandro Minuziano Editore, 1948.
- L'arte classica: introduzione al Rinascimento italiano, Firenze, Sansoni, 1953.
- Albrecht Dürer, Roma, Salerno, 1987.
- Concetti fondamentali della storia dell'arte, Vicenza, Neri Pozza, 1999.
- L'arte del Rinascimento: l'Italia e il sentimento tedesco della forma, Livorno, Sillabe, 2001.
- Capire l'opera d'arte, Roma, Castelvecchi, 2015.
- Rinascimento e barocco: ricerche intorno all'essenza e all'origine dello stile barocco in Italia, Milano, Abscondita, 2017.
- Rinascimento e barocco, Aesthetica Edizioni, Milano 2010-2017 ISBN 978-88-8416-776-7